# Robert Merle
Robert Merle (Tebessa, Algèria francesa, 29 d'agost de 1908 - Yvelines, França, 27 de març de 2004) va ser un escriptor francès.

## Biografia
Naix a Algèria, prop de la frontera amb Tunísia, en una família de colons francesos, i passa allà la seua infantesa. El 1916 mor son pare —oficial de l'exèrcit i intèrpret d'àrab— de febre tifoide. Llavors marxa a França, on estudia, entre altres centres, en el liceu Louis-le-Grand de París. Després continua els estudis a la universitat: es gradua en filosofia i obté el doctorat d'anglès. 
Acabats els estudis, es dedica a l'ensenyament. El 1934 és professor en un liceu de Burdeus, i el 1936 ensenya a Neuilly, on és col·lega de Jean-Paul Sartre.
En 1939 és mobilitzat per a participar en la Segona Guerra Mundial. En l'exèrcit és intèrpret i fa d'enllaç amb les forces britàniques. El 1940 es troba a Dunkerque quan els soldats aliats, arraconats pels alemanys, han de ser evacuats en vaixells, en l'anomenada operació Dinamo. Merle conta l'experiència d'aquells dies en un documental. Allí és fet presoner i posteriorment enviat al camp de Dortmund, on el seu captiveri durarà tres anys. Quan acaba la guerra es retira a Sarlat, on comença a escriure.
Però no abandona la seua activitat docent, i a partir de 1944 ensenya en diverses universitats, com a Rennes, Toulouse, Caen o Rouen.
Durant la guerra d'Algèria pren clarament posició contra una guerra que considera «estúpida i sense futur». En acabar el conflicte se'n va a Alger a fer classe durant 2 anys, entre 1963 i 1965.
Torna a França per a exercir la docència a la universitat de Nanterre, on es troba en maig del 1968. Presencia els esdeveniments que es produiran a la universitat, que més tard plasmarà en la novel·la Derrière la vitre.
Robert Merle va morir el 27 de març de 2004 a la seua residència del departament de les Yvelines, com a conseqüència d'un atac al cor.

## Obra
Durant els seus primers anys de docent, Merle ja havia fet algunes traduccions de l'anglès per a l'editorial Gallimard. I va consagrar la seua tesi doctoral a Oscar Wilde.
A part de les novel·les, Merle va escriure altres tipus de publicacions, com ara obres de teatre, crítiques, traduccions de clàssics anglesos, etcètera. En 1949, va escriure la seua primera novel·la, Week-end à Zuydcoote, publicada en les edicions Gallimard, gràcies a la qual va guanyar el premi Goncourt. El 1964 es va estrenar un llargmetratge basat en aquesta novel·la, en què va participar en el guió. A partir de 1977, Merle va escriure una sèrie de novel·les històriques ambientades en la França dels segles XVI i XVII, titulada Fortune de France, per la qual cosa és considerat un mestre de la novel·la històrica. Precisament l'últim llibre que va publicar, Le glaive et les amours, pertany a aquesta saga.

## Bibliografia de l'autor

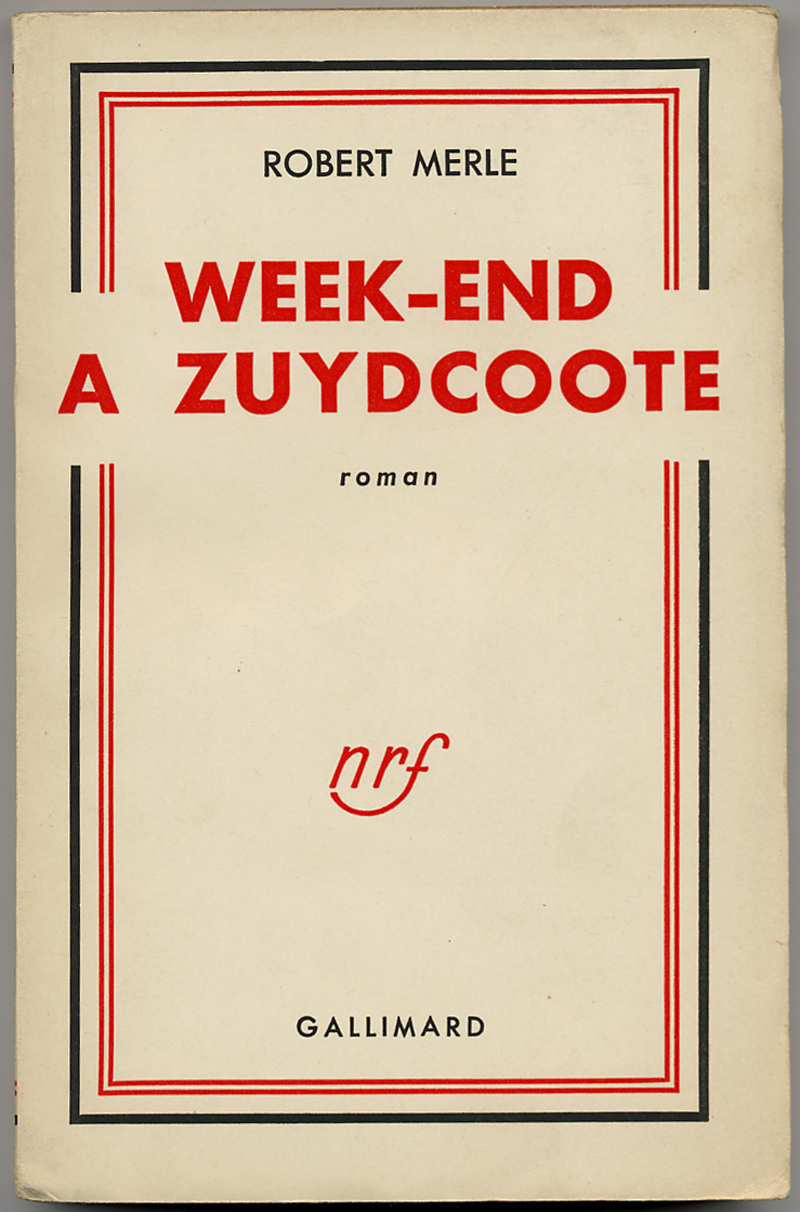
Portada de Week-end à Zuydcoote

### Novel·les

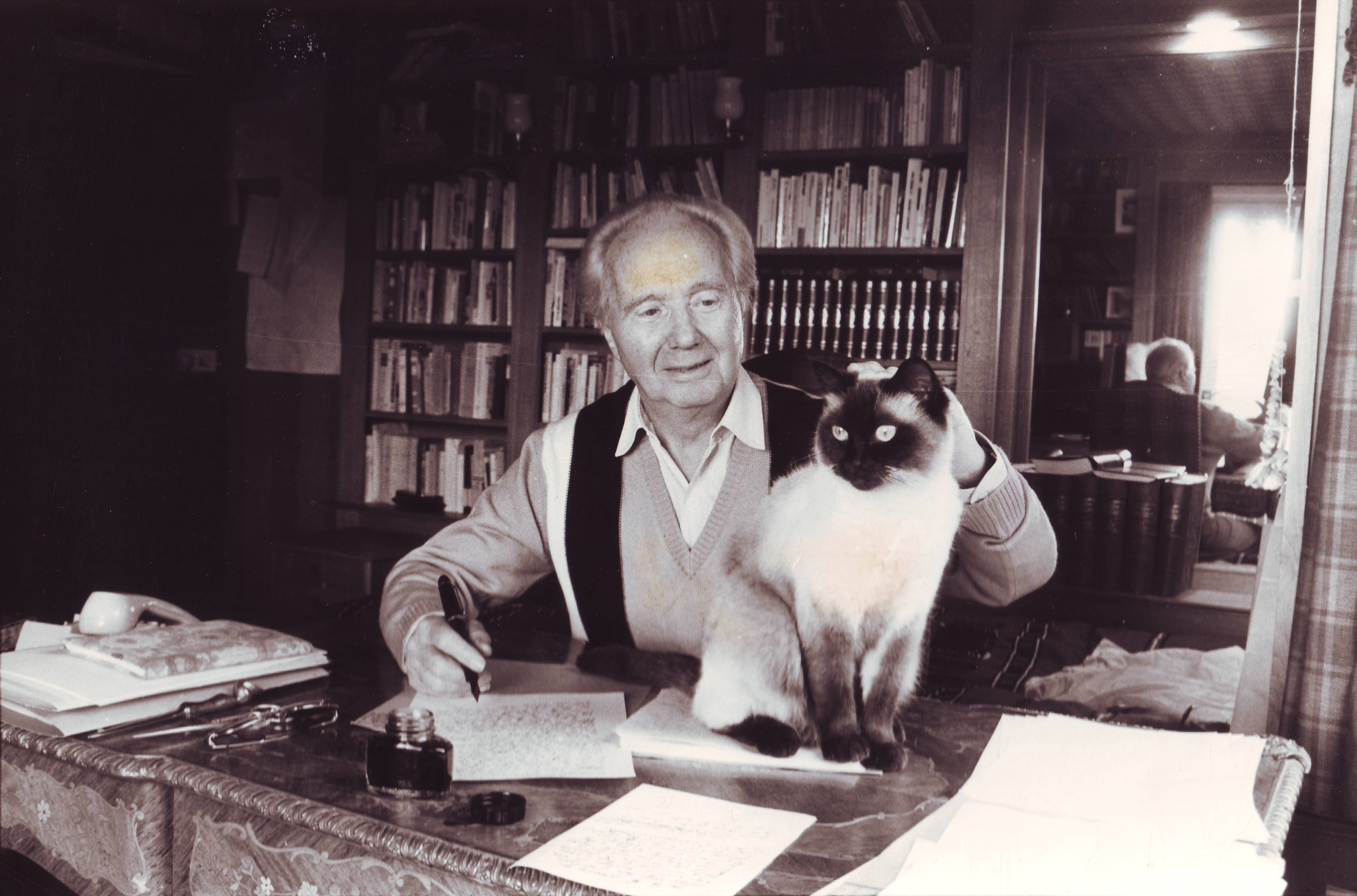
R. Merle al seu despatx, el 1985